# P-3 (radar)
Radarul P-3 (în rusă „Пегмантит-3” sau „Дурачок”, după clasificarea NATO „Dumbo”) a fost o stație de radiolocație (radiotelemetru) sovietică de descoperire și dirijare exploatată din anul 1945 în fosta URSS. A fost și în înzestrarea Armatei României din anul 1952. În anul 1969 acest radar a fost scos din exploatare.

## Scurt istoric
La 20 martie 1943, Institutul 20 de Cercetări Științifice (NII-20) din Moscova (organizație creată în anul 1921 ca Birou Tehnic Spacial și care se ocupa cu invențiile militare cu destinație specială) primește comanda să includă în tema sa de cercetare un nou radar de avertizare timpurie. În mai 1943 NII-20 a trecut la elaborare și în curând a fost creată stația de radiolocație «Бирюза». Sistemul realizat a avut o serie de neajunsuri și pe baza lui a fost creată stația de radiolocație mult mai perfecționată P-3. Primele teste de fabrică ale stației s-au desfășurat de la 20 iulie până 15 august 1944 la Moscova și în cursul aceluiași an, 14 complete de stații au ajuns la trupele sovietice. Încercările stației în poligon s-au realizat în ianuarie-februarie 1945 confirmând concluziile pozitive ale testului fabricii din Moscova. În anul 1945, radarul P-3 a intrat în înzestrarea Trupelor de Apărare Antiaeriană, Forțelor Aeriene și Marinei, și s-a produs în cantități semnificative în varianta auto (P-3A) și fixă. Mai târziu tehnologia de fabricare a fost transferată Uzinei V.I. Lenin din orașul Gorki pentru producția de serie. 
În anul 1947 a fost introdusă în înzestrare și a început fabricarea variantei radarului pe automobil, denumit P-3A. Din anul 1948 acesta a primit denumirea de «Печора».
Următoarea stație realizată din P-3 a fost P-8. 

## Destinație
Radarul a fost conceput pentru avertizare timpurie și în special în calitate de stație de dirijare a aviației de vânătoare a apărării antiaeriene și în cazuri particulare și ca stație de indicare a țintelor pentru artileria terestră.

## Scurtă prezentare
Trăsătura constructivă a radarului a fost sistemul său de antenă, constând din două antene: una  azimutală (dispusă orizontal) de la care semnalele ajungeau la intrarea receptorului prin comutatorul de antenă și una de sondare (dispusă vertical) care lucra pentru emițător și în perioada de pauză se comuta la recepție și lucra împreună cu antena azimutală.
Determinarea aproximativă a azimutului se făcea în mod obișnuit - pe amplitudinea maximă a semnalului de la antena îndreptată spre avion. În regim de determinare exactă a azimutului, ca urmare a acțiunii comutatorului de antenă și a conexiunii între ambele părți ale antenei azimutale, în contrafază, pe ecranul indicator de tip A (tub cinescop) cu gradațiuni de orientare a sistemului pe țintă se vedeau  două impulsuri distanțate  pe scală de amplitudini egale; prin mișcarea antenei în stânga sau în dreapta față de axul ei un impuls se mărește și unul se micșorează. Azimutul exact era pe poziția cu ambele semnale egale. Trebuie să menționăm că rotirea  antenei se făcea manual (ca la un echipament de radiogoniometrare).
Pentru a determina înălțimea de zbor a avioanelor s-a utilizat un sistem format din două antene (de sondare, dispuse vertical) tip "canal de undă sau Yagi", poziționate la înălțimi diferite de la suprafața solului (7 și 11 m). Fiecare dintre aceste antene printr-un fider de alimentare a fost conectată la aparatura stației print-un goniometru special. De poziția cursorului goniometrului depindea caracteristica de directivitate rezultată a celor două antene în plan vertical. 
Diferența de fază dintre antene este măsura unghiului de elevație (înălțare) al țintei. Goniometrul produce o undă staționară a impulsurilor ecou primite pe două inele de alunecare alimentate de la cele două elemente de antenă Yagi suprapuse. 
Unghiul de elevație (înălțare)  al țintei se determina la pierderea semnalelor în momentul mutării cursorului goniometrului (radiație și recepție zero). În funcție de distanța și unghiul de înălțare, folosind o nomogramă s-a determinat înălțimea de zbor a țintei. Comanda caracteristicii de directivitate a antenei în plan vertical a permis, nu numai să se determine înălțimea avionului, ci să se scoată în evidență  zonele moarte în limite destul de largi. 
Folosind în același timp goniometrul la emisie și la recepție s-a permis să se mărească de două ori sensibilitatea stației pentru goniometrare.

## Date tehnico-tactice
- frecvența de lucru 72 MHz (lungimea de undă 4,16 m)
- puterea radiată în impuls 80 - 100 kw;
- durata impulsului de sondaj: 10 - 15 microsecunde;
- distanța de descoperire:
  - pentru înălțimea de zbor de 1.000 m - până la 35 km;
  - pentru înălțimea de zbor între 8.000 și 10.000 m - până la 100 - 130 km
- determinarea coordonatelor țintelor: în azimut de la 0 grade la 360 grade; în unghi de înălțare între 4 și 18 grade;
- timpul de determinare a celor trei coordonate: nu mai mult de 25 de secunde;
- precizia determinării: azimutului 4 grade; a unghiului de înălțare 1,3 grade;
- precizia determinării: distanței 850 m; înălțimii 600 - 750 m;
- puterea consumată - 1,5 kw.